# Helmut Vester
Helmut Vester (* 3. März 1913 in Hanau; † 13. Dezember 2001) war ein deutscher Apotheker, Pharmaziehistoriker und Gründer und Leiter des Vesters-Archiv für Geschichte des Deutschen Apothekenwesens.

## Leben

### Kindheit und Ausbildung
Hans Helmut Bruno Vester wurde als Sohn von Otto (1878–1946) und Maria Susanne Vester (1888–1974) in Hanau geboren.
Helmut Vester lebte bis 1919 mit seiner Familie in Hanau, wo sein Vater 1911–1919 die Engel-Apotheke besaß. Da er dann die Löwen-Apotheke in Düsseldorf erwarb, folgte der Umzug dorthin. 1932 machte Helmut Vester das Abitur am Rethel-Reform-Real-Gymnasium.
Nach seiner Schulzeit wollte er eigentlich Bildhauer werden, jedoch schien der Künstlerberuf seinem Vater nicht seriös genug und so begann der das Studium der Botanik in München. Nach einem halben Jahr kehrte er jedoch nach Düsseldorf zurück, um in der väterlichen Apotheke das pharmazeutische Praktikum zu beginnen, welches er 1934 mit dem Vorexamen erfolgreich beendete. Anschließend studierte er zwei Jahre in Bonn Pharmazie und bestand dort am 12. November 1936 das Staatsexamen. Die Approbation und die damit verknüpfte Berufszulassung erhielt er am 21. Juli 1938. Im Jahr 1937 heiratete er Gisela Breuckmann, deren Familie auch fest im Apothekerwesen verwoben war.
Zum Wintersemester 1936 nahm er das abgebrochene Studium der Botanik in München wieder auf und arbeitete dort auch an den Botanischen Staatsanstalten der Universität. Er promovierte bei Karl Suessenguth  mit dem Thema „Die Areale und Arealtypen der Angiospermen-Familien“.

### Arbeitszeit
Während des Zweiten Weltkrieges diente Vester im Heer und erreichte den Rang des Stabsapothekers. Im August 1945 wurde Vester nach kurzer englisch-kanadischer Gefangenschaft entlassen und kehrte nach Düsseldorf zurück, wo er die Löwen-Apotheke vollkommen zerstört vorfand.
Er übernahm die Apotheke am 1. Januar 1946 in Pacht von seinem Vater und brachte sie mit über 20 Angestellten wieder zurück auf den Markt. Er führte sie als „Wiederaufbaupächter“ für seine Mutter, die durch den Tod ihres Gatten zur Erbin des Grundstückes und nutzungsberechtigt für die Apothekenkonzession war. Die britische Militärregierung gab für die Löwen-Apotheke als erste Apotheke in Düsseldorf am 12. September 1946 die Genehmigung zur Wiedereröffnung. 1948 erhielt er in Form einer Personalkonzession die Erlaubnis, die Apotheke in seinem eigenen Namen weiterzuführen. Die Löwen-Apotheke erhielt dann auch eine homöopathische Abteilung und ein medizinisches Stoffwechsel-Untersuchungslaboratorium.
Zudem schaffte er es auch, die Herbaletta-Produktion „Pharmazeutische Produkte Apotheker Carl Wilberz“ wieder aufleben zu lassen. Dies war ein Zusammenschluss mehrerer Apotheker mit größerer Produktion von Arzneien, die von seinem Vater und dem Apotheker Carl Wilberz gegründet worden war, um gegenüber der Industrie eine stärkere Position zu beweisen. Er eröffnete zudem den Großhandel „Sanitaria. Gesundheitshaus für Mutter und Kind“, der sanitäre, hygienische, diätetische, medizinische und weitere pharmazeutische Artikel vertrieb.
1949 wurde ihm die Urban-Medaille der Hamburger Landesgruppe der Gesellschaft für Geschichte der Pharmazie verliehen.
1951 wurde die von Gisela Breuckmann und Helmut Vester gemeinsame Tochter Swantje geboren.
1988 wurde Vester das Bundesverdienstkreuz am Bande für seine Verdienste um die Pharmaziegeschichte verliehen.
Vesters Sohn Svenjörg übernahm 1974 die Düssel-Apotheke am Karlplatz. Die Löwen-Apotheke, die Helmut Vester mit seiner Beendigung des aktiven Berufsleben 1981 weiter verpachtete, wurde 1984 verkauft. Sie existiert inzwischen nicht mehr.

## Leistung
Das Interesse für Pharmaziegeschichte wurde bei Vester durch Fritz Ferchl (1892–1953) geweckt. 1937 gründete er das „Vesters-Archiv“, in dem er pharmaziehistorische Archivalien und Schriften sammelte und ordnete. Zu Beginn handelte es sich um Bildmaterial, später kamen Schriften und Gegenstände hinzu.
Bei einem Bombenangriff auf Düsseldorf ging sein bis dahin Gesammeltes verloren und er begann 1946 es zu ersetzen, trug zahlreiche Zimelien, alte Gerätschaften und Utensilien, eine Medaillensammlung und ein pharmakognostisches Kabinett zusammen. Dazu erstellte er die „Pharmaziehistorische Zentralkartei“ als Nachschlagewerk für alle pharmaziegeschichtlich relevanten Stichworte ist. Hierfür ist Vester Nachschlagewerke und Zeitschriftenjahrgänge durchgegangen, um anschließend auf Karteikarten die entsprechenden Stichworte zu vermerken. Dies geschah anfangs noch handschriftlich, später fotokopierte er die Texte entsprechend auf die Karteikarten.
Nach Rundschreiben an Traditionsapotheken 1940 führte er 1947–50 eine umfassende Fragebogenaktion durch, um die Geschichte aller deutschen Apotheker und Apotheken zu dokumentieren. Bereits 1923/25 hatte der Leipziger Apotheker Güntzel-Lingner eine solche Befragung begonnen, konnte die ihm zugesendeten Antworten jedoch nicht auswerten und überließ sie Vester. Für die Vervollständigung engagierte er einen Fotograf, der durch das Land zog, um Apotheken zu fotografieren.
Zudem sammelte Vester pharmaziehistorische Literatur und gründete dazu 1954 das „Naturwissenschaftliche Buchantiquariat Dr. Helmut Vester“, dessen Räume jedoch zu klein für den großen Bestand wurden, sodass die Bücher dann teilweise wieder versteigert wurden. Dies geschah jedoch nicht, ohne dass Vester sie komplett verfilmen ließ, damit der Inhalt für sein Archiv gespeichert blieb. Sein Archiv ist in dieser Zeit in das Schloss Kalkum eingezogen, eine Nebenstelle des Nordrhein-Westfälischen Hauptstaatsarchivs Düsseldorf. Seine Sammeltätigkeit betrieb er ohne offizielle Mittel. 1956 hatte das Projekt dann solche Ausmaße angenommen, dass es nicht mehr in der Löwen-Apotheke untergebracht werden konnte, sondern wurde in das Privathaus der Familie im Pappelhof in Neuss umgezogen. 1957 folgte dann die patentamtliche Eintragung des „Vesters Archiv, Institut für Geschichte der Pharmazie (Pharmaziehistorisches Institut Dr. Helmut Vester)“, was von nun an namensrechtlich geschützt war. 1986 wurde das „Museum pharmaceuticum. Pharmazeutisches Museum Dr. Helmut Vester“, in dem sich die gegenständliche Sammlung befand, als Warenzeichen eingetragen.
Anfang der 1990er Jahre benötigte das Hauptstaatsarchiv die Räume von Vesters-Archiv in Schloss Kalkum selbst, sodass das Pharmazie-Historische Museum der Universität Basel 1991 eine zunächst auf zehn Jahre beschränkte Leihschaft die Sammlung übernahm. Von dort kamen die apothekenhistorischen Fragebögen 2017 an das Institut für Geschichte, Theorie und Ethik der Medizin der Heinrich-Heine-Universität Düsseldorf und werden seit 2023 katalogisiert. Das pharmakognostische Kabinett ging ebenfalls 1991 nach Bochum in die Sammlung der Ruhr-Universität.
Bis zu seinem Tod beschäftigte sich Vester nicht nur weiter mit der Pharmaziehistorischen Zentralkartei, sondern auch mit einer neuen Sammlung, seinem „Naturalienkabinett“ und die aus ihnen gewonnen Arzneimittel präsentiert. Diese Sammlung ging dann ebenfalls nach Bochum.